# Carlo I d'Elbeuf
Carlo di Lorena (Joinville, 18 ottobre 1556 – Moulins, 4 agosto 1605) fu un membro della casa di Guisa.
Marchese d'Elbeuf dal 1566 al 1572, e poi duca fino alla morte, conte di Harcourt dal 1566 al 1582, signore di Rieux, barone di Ancenis e pari di Francia.
Era figlio di Renato di Guisa, marchese di Elbeuf e conte di Harcourt, e di sua moglie Louise de Rieux.

Stemma di Carlo di Lorena, duca d'Elbeuf

## Biografia
Fu fatto cavaliere dell'Ordine dello Spirito Santo il 1º dicembre 1581, ma venne arrestato il giorno dopo l'assassinio di Enrico di Guisa (1588): quando venne rilasciato si legò alla Lega cattolica e combatté contro Enrico di Navarra, che poi divenne re di Francia. Si riappacificò con la corona solo nel 1594, quando il re lo creò governatore del Poitou, e da allora il duca fu un fedele alleato della Corona. Fu Gran cacciatore di Francia.

## Matrimonio e discendenza
Il 5 febbraio 1583 sposò Marguerite de Chabot (1565 † 1652), figlia di Léonor Chabot, conte di Charny, e di Françoise de Longwy. Loro figli furono:
1. Carlo di Lorena (1596 † 1657), duca di Elbeuf.
2. Claudia Eleonora di Lorena (1598 † 1654), sposò nel 1600 Louis Gouffier († 1642), Duca di Roannais.
3. Enrichetta di Lorena (1599 † 1669), badessa di Soissons.
4. Enrico di Lorena (1601 † 1666), conte di Harcourt, Armagnac e Brionne.
5. Francesca di Lorena (1602 † 1626) mai sposata;
6. Caterina di Lorena (1605 † 1611).

## Ascendenza
|                                           |                                           |                                                | Genitori                                              |  |  | Nonni |  |  | Bisnonni                         |  |  | Trisnonni                        |  |
|                                           |                                           |                                                |                                                       |  |  |       |  |  | 8. René II, duca di Lorena e Bar |  |  | 16. Ferry II, conte di Vaudémont |  |
|                                           |                                           |                                                |                                                       |  |  |       |  |  | 8. René II, duca di Lorena e Bar |  |  | 16. Ferry II, conte di Vaudémont |  |
|                                           |                                           | 17. Yolande d'Anjou                            |                                                       |  |  |       |  |  | 8. René II, duca di Lorena e Bar |  |  |                                  |  |
| 4. Claude I, duca di Guisa                |                                           |                                                |                                                       |  |  |       |  |  | 8. René II, duca di Lorena e Bar |  |  |                                  |  |
|                                           |                                           | 9. Philippe de Gueldre                         | 18. Adolphe, duca di Gheldria                         |  |  |       |  |  |                                  |  |  |                                  |  |
|                                           |                                           | 9. Philippe de Gueldre                         | 18. Adolphe, duca di Gheldria                         |  |  |       |  |  |                                  |  |  |                                  |  |
|                                           |                                           | 9. Philippe de Gueldre                         | 19. Catherine de Bourbon-Clermont                     |  |  |       |  |  |                                  |  |  |                                  |  |
| 2. René II, marchese d'Elbeuf             |                                           | 9. Philippe de Gueldre                         |                                                       |  |  |       |  |  |                                  |  |  |                                  |  |
|                                           |                                           | 10. François, conte di Vendôme                 | 20. Jean VIII, conte di Vendôme                       |  |  |       |  |  |                                  |  |  |                                  |  |
|                                           |                                           | 10. François, conte di Vendôme                 | 20. Jean VIII, conte di Vendôme                       |  |  |       |  |  |                                  |  |  |                                  |  |
|                                           |                                           | 10. François, conte di Vendôme                 | 21. Isabelle de Beauvau                               |  |  |       |  |  |                                  |  |  |                                  |  |
| 5. Antoinette de Bourbon-Vendôme          |                                           | 10. François, conte di Vendôme                 |                                                       |  |  |       |  |  |                                  |  |  |                                  |  |
|                                           |                                           | 11. Marie de Luxembourg, contessa di Saint-Pol | 22. Pierre II de Luxembourg, conte di Saint-Pol       |  |  |       |  |  |                                  |  |  |                                  |  |
|                                           |                                           | 11. Marie de Luxembourg, contessa di Saint-Pol | 22. Pierre II de Luxembourg, conte di Saint-Pol       |  |  |       |  |  |                                  |  |  |                                  |  |
|                                           |                                           | 11. Marie de Luxembourg, contessa di Saint-Pol | 23. Margherita di Savoia                              |  |  |       |  |  |                                  |  |  |                                  |  |
| 1. Charles I, duca d'Elbeuf               |                                           | 11. Marie de Luxembourg, contessa di Saint-Pol |                                                       |  |  |       |  |  |                                  |  |  |                                  |  |
|                                           | 12. Jean IV, signore di Rieux e Rochefort | 24. François, signore di Rieux e Rochefort     |                                                       |  |  |       |  |  |                                  |  |  |                                  |  |
|                                           | 12. Jean IV, signore di Rieux e Rochefort | 24. François, signore di Rieux e Rochefort     |                                                       |  |  |       |  |  |                                  |  |  |                                  |  |
|                                           | 12. Jean IV, signore di Rieux e Rochefort | 25. Jeanne de Rohan                            |                                                       |  |  |       |  |  |                                  |  |  |                                  |  |
| 6. Claude I, signore di Rieux e Rochefort | 12. Jean IV, signore di Rieux e Rochefort |                                                |                                                       |  |  |       |  |  |                                  |  |  |                                  |  |
|                                           |                                           | 13. Isabelle de Brosse                         | 26. Jean III de Brosse, conte di Penthièvre e Boussac |  |  |       |  |  |                                  |  |  |                                  |  |
|                                           |                                           | 13. Isabelle de Brosse                         | 26. Jean III de Brosse, conte di Penthièvre e Boussac |  |  |       |  |  |                                  |  |  |                                  |  |
|                                           |                                           | 13. Isabelle de Brosse                         | 27. Louise de Laval                                   |  |  |       |  |  |                                  |  |  |                                  |  |
| 3. Louise de Rieux                        |                                           | 13. Isabelle de Brosse                         |                                                       |  |  |       |  |  |                                  |  |  |                                  |  |
|                                           |                                           | 14. Louis, principe di La Roche-sur-Yon        | 28. Jean VIII, conte di Vendôme (= 20)                |  |  |       |  |  |                                  |  |  |                                  |  |
|                                           |                                           | 14. Louis, principe di La Roche-sur-Yon        | 28. Jean VIII, conte di Vendôme (= 20)                |  |  |       |  |  |                                  |  |  |                                  |  |
|                                           |                                           | 14. Louis, principe di La Roche-sur-Yon        | 29. Isabelle de Beauvau (= 21)                        |  |  |       |  |  |                                  |  |  |                                  |  |
| 7. Suzanne de Bourbon-La Roche-sur-Yon    |                                           | 14. Louis, principe di La Roche-sur-Yon        |                                                       |  |  |       |  |  |                                  |  |  |                                  |  |
|                                           |                                           | 15. Louise de Bourbon-Montpensier              | 30. Gilbert, conte di Montpensier                     |  |  |       |  |  |                                  |  |  |                                  |  |
|                                           |                                           | 15. Louise de Bourbon-Montpensier              | 30. Gilbert, conte di Montpensier                     |  |  |       |  |  |                                  |  |  |                                  |  |
|                                           |                                           | 15. Louise de Bourbon-Montpensier              | 31. Chiara Gonzaga                                    |  |  |       |  |  |                                  |  |  |                                  |  |
|                                           |                                           | 15. Louise de Bourbon-Montpensier              |                                                       |  |  |       |  |  |                                  |  |  |                                  |  |